# كأس العمال
كأس العمال هو فيلم وثائقي أصدر عام 2017.يصور عمال البناء المهاجرين إلى قطر وهم يعدون لكأس العالم لكرة القدم 2022 هناك.

## ملخّص
في مخيمات العمّال في قطر يتنافس البناؤون الأفارقة والآسيويون المهاجرون الذين يشيّدون الملاعب الخاصة بكأس العالم ٢٠٢٢ ضمن بطولة كروية خاصة بهم: كأس العمال.

## القصة
تستضيف قطر في عام ٢٠٢٢ أكبر حدث رياضيٍ في العالم: كأس العالم لكرة القدم الفيفا. إلا أنه وفي هذه اللحظة، بعيداً عن الأضواء الكاشفة والنجوم الرياضيين والمشجعين المتيمين، تُبنى هذه البطولة على أكتاف مليون ونصف من العمال المهاجرين. كأس العمال فيلم وثائقي طويل يمنح صوتاً لهؤلاء الرجال الذين يكدحون لبناء أعظم منصة لرياضة كرة القدم.
يشكل العمال المهاجرون ما نسبته ٦٠٪ من مجموع السكان في قطر. جلّهم من الهند والنيبال وبنغلادش والفلبين، وبشكل متزايد، من أفريقيا. يعمل بعض أفقر الناس في العالم في وظائف متدنية الأجور ليكون ممكناً استضافة كأس العالم في أغنى بلدانه. يعمل هؤلاء الرجال ساعاتٍ طويلةً للغاية مقابل رواتب شحيحة ويعيشون في مخيمات معزولة مبنية خارج حدود المدن كما ينص القانون القطري. يعرض الفيلم جوانب من الحياة داخل مخيمات العمال القطرية حيث يصف العمال المهاجرون الذين قابلتهم عدستنا الحياة هناك كالحياة في السجن.
مخبّئاً بين طريقٍ سريع وبقعة موحشةٍ من الصحراء، تم عزل مخيم أم صلال ونزلائه الأربعة آلاف بعيداً عن الأنظار والأفئدة. تركّز عدسة فيلمنا على مجموعة منتقاةٍ من العمال الذين تم اختيارهم للتنافس ضمن بطولة كروية تحت مسمى كأس العمال. ترعى البطولةَ ذاتُ اللجنة التي تنظّم كأس العالم ٢٠٢٢، وقد تمت دعوة أربعٍ وعشرين شركةً لتشكيل فرقٍ من العمال. نتابع خلال البطولة مجموعةً من الرجال الذين تتراوح نفوسهم بين
نقيضين، حيث أنهم أبطال على أرضية ملعب كرة القدم، أما خارجها، فهم في قعر التراتبية الاجتماعيّة.
فيلمنا عبارة عن لوحات شخصية لمجموعة من لاعبي إحدى الفرق المشاركة في البطولة. تستكشف عدستنا تيمات الآمال والطموحات والذكورة، نرى أبطالنا يخطفون الأمل والمغزى والطموح من فكّي ظروفهم القاتمة؛ لا تخلو الأمور العادية كالحديث مع العائلة عبر الهاتف أو لقاء فتاةٍ أو تغيير العمل من الإضرابات والتعقيدات التي تترك أثراً شديداً على حالتهم النفسية، حيث أنهم يفقدون الأمل الذي دفعهم للقدوم إلى قطر أصلاً
في النهاية، نكتشف علاقتنا المعقّدة بالرياضة حيث نرى قدرتها على توحيد المجتمع وعلى تفرقته.

## الشخصيات
صوِّر الفيلم ليعطي صوتاً للعمال المهاجرين في قطر ليحكوا قصصهم بأنفسهم. تابعت عدستنا فريقاً مشاركاً في الدورة الكروية، وركزنا على خمس شخصيات من ذلك الفريق:
كينيث، ٢١ سنة من غانا
أخبر وكيلُ تعاقداتٍ كينيث أنه ذاهبٌ إلى قطر لينضمَ إلى فريق كرة قدم محترف، وبعد وصوله إلى البلد، أدرك أن الوكيل قد كذب عليه. وبينما يعمل كينيث في البناء، لا يزال يحتفظ بحلمه في احتراف كرة القدم، ويأمل أن يلفت أنظار أحد مستكشفي المواهب أثناء لعبه في كأس العمّال ليتمكن من الهرب من المخيم.
بول، ٢١ سنة من كينيا
وظيفة بول تبقيه في المخيم سبعة أيامٍ في الأسبوع محاطاً بأربعة آلاف رجل حيث يعاني من الوحدة في هذا البلد البعيد عن موطنه. يحلم بول بلقاء فتاة والوقوع في الحب.
أوميش، ٣٦ سنة من الهند
أتى أوميش إلى قطر بحلم بسيط: ليجمع ما يكفي من المال لبناء بيته الخاص، وإلى أن يحقق ذلك، يعيش أوميش بعيداً عن زوجته وابنيه روني وروبن الذي سماهما تيمناً بنجمي مانشستر يونايتد السابقين.
بادام، ٢٨ سنة من النيبال
بعد ثمان سنوات من الفشل في تخطي القوانين القطرية التي تمنع زوجته من مرافقته إلى قطر، يواجه بادام خيار البقاء لكسب عيشه أو العودة إلى زوجته التي تنتظره.
سامويل، ٢٤ سنة من غانا
لعب سامويل، حارس المرمى الموهوب، في الدرجة الأولى في غانا، ولكنه لم يتمكن من كسب ما يكفي لسد حاجته. أتى سامويل إلى قطر ليعمل في البناء، ولكنه أخفى الأمر عن والده لشعوره بالحرج، وأخبره أنه ذاهبٌ إلى قطر لاحتراف كرة القدم.

## خلف العدسة
نحن فريق عالمي من صناع الأفلام الحاصلين على العديد من الجوائز، نركّز بشكلٍ أساسي على قصص الشرق الأوسط وشمال أفريقيا للعالم.
أقام جميعنا في قطر كجزءٍ من غالبية المقيمين في البلد والذين لا يحملون جنسيته. نقوم بصناعة الأفلام والأخبار وبرامج الشأن العام في قطر والمنطقة. أحاطت بنا قصة العمال من كل جهة، ولكنه من الصعوبة بمكان الوصول إليها إلا بسطحية شديدة.
لقد كانت دورة العمال الكروية فرصةً فريدة لقضاء بعض الوقت مع هؤلاء الرجال. اخترنا فريقاً وتعمقنا في حكايا خمسةٍ من لاعبيه عن الآمال والطموحات الخائبة والوحدة عبر السنين. تحاكي قصصهم العديد من قصص العمال المهاجرين حول العالم،و ليس فقط في قطر.
تلقينا الكثير من المساعدة خلال هذه الرحلة لذا فإن هذه الأسماء المذكورة أدناه لا تلخص كل الناس التي جعلت من صناعة هذا الفيلم أمراً ممكناً.
المخرج: آدم سوبِل
منتج: رمزي حدّاد
منتج: روزي غارثوايت
محررون: لورين ويلبروك، آن يونمان، آدم سوبِ

## أين هم الآن؟

### كينيث
عاش كينيث في قطر لأربع سنين قبل العودة إلى وطنه في غانا، وبمجرد وصوله عاد إلى كرة القدم وتدرّب مع فريقٍ شاب في منطقته. ولا يزال منتظراً تحقيق قفزة لنفسه في اللعبة
في العام الماضي، حضر كينيث عرضاً لفيلم "كأس العمّال" في مؤسسة نوبوكو في أكرا في غينيا وشارك في فقرة سؤال وجواب تلت العرض.
حُدّث في تشرين الأول - أكتوبر، 2019

### كالتون
يقيم كالتون في قطر للسنة الخامسة الآن، ولا يزال يعمل لدى شركة جي سي سي كحارسٍ أمني، ويقيم في نفس المخيم الذي رأيناه في الوثائقي
يأمل كالتون أن يعود إلى وطنه في كينيا يوماً ما ليفتتح عمله الخاص بمدّخراته.
حُدّث في تشرين الأول - أكتوبر،2019

### سامويل
عاد سامويل إلى غانا في صيف العام 2017 بعد أن تطورت لديه حالة ألم مزمن نتيجة تشغيل أدوات البناء الثقيلة
يعمل سامويل منذ عودته كمندوب مبيعات متجول، ولا يزال يلعب كرة القدم في أوقات فراغه.
في العام الماضي، حضر سامويل عرضاً لفيلم "كأس العمّال" في مؤسسة نوبوكو في أكرا في غينيا وشارك في فقرة سؤال وجواب تلت العرض.
حُدّث في تشرين الأول - أكتوبر،2019

### أوميش
عاد أوميش إلى الهند بعد ست سنين من العمل في البناء في الخليج في كلٍ من الإمارات وقطر. ولكنه لا يزال يعمل في سبيل حلمه ببناء منزل لعائلته. يمض أوميش بعد عودته وقتاً أطول مع ابنيه روني وروبن ويدرّب فريقهم الشاب لكرة القدم.
حُدّث في تشرين الأول - أكتوبر، 2019

### بادام
عاد بادام إلى النيبال ليجتمع مع زوجته بعد ثمان سنوات من الافتراق، وأثناء وجوده هناك حظي بدورٍ بارز كواعظٍ في المجتمع المسيحي، ولكنه لم يتمكن من إيجاد عملٍ مستقر
في كانون الأول - ديسمبر انتقل بادام إلى دبي للعمل كحارسٍ أمني.
وقف الحضور مصفقاً لزوجته في عرضٍ للوثائقي في كاتماندو وهي فخورةٌ جداً بزوجها.
حُدّث في تشرين الأول - أكتوبر، 2019

### بول
عاد بول إلى نيروبي في كينيا في عام 2015 وخطب فتاة في نهاية الأمر، إلا أن الأمور لم تتيسر، ويعيش بول في الخارج مجدداً، ويعمل كحارسٍ أمني في دبي في الإمارات العربية المتحدة.
حُدّث في تشرين الأول - أكتوبر، 2019

## الموقع الرسمي
- http://www.theworkerscupfilm.com/arabic

## روابط خارجية
- https://www.imdb.com/title/tt6333084/